# Instytut Medycyny Morskiej i Tropikalnej Gdańskiego Uniwersytetu Medycznego
Instytut Medycyny Morskiej i Tropikalnej (IMMiT) – jednostka dydaktyczno-badawcza Gdańskiego Uniwersytetu Medycznego wchodząca w skład Wydziału Nauk o Zdrowiu z Instytutem Medycyny Morskiej i Tropikalnej.

## Działalność i struktura
Instytut położony jest w Gdyni i częściowo w Gdańsku. Zajmuje się głównie medycyną morską i tropikalną, w tym parazytologią tropikalną, medycyną podróży, medycyną hiperbaryczną oraz medycyną pracy, ściśle współpracując z krajowymi i międzynarodowymi jednostkami naukowymi i badawczymi. Głównym kierunkami działalności IMMiT są:
- prace naukowo-badawcze i wdrożeniowe dotyczące, m.in. medycyny morskiej i tropikalnej, medycyny hiperbarycznej, medycyny pracy, parazytologii lekarskiej, epidemiologii chorób infekcyjnych i inwazyjnych oraz ochrony środowiska;
- działania legislacyjne dla potrzeb kodeksu pracy i przepisów dotyczących wymagań zdrowotnych wobec pracowników; diagnostyka w dziedzinie patologii zawodowej, morskiej, tropikalnej oraz podwodnej;
- kursy dydaktyczne i specjalizacyjne

W skład Instytutu wchodzą: 
- Katedra Medycyny Tropikalnej i Parazytologii (Krajowy Ośrodek Medycyny Tropikalnej)
  - Zakład Parazytologii Tropikalnej
  - Zakład Medycyny Tropikalnej i Epidemiologii
  - Klinika Chorób Tropikalnych i Pasożytniczych
- Klinika Medycyny Hiperbarycznej i Ratownictwa Morskiego – Krajowy Ośrodek Medycyny Hiperbarycznej
- Klinika Chorób Zawodowych, Metabolicznych i Wewnętrznych – Krajowy Ośrodek Medycyny Morskiej
- Klinika Kardiologii i Chorób Wewnętrznych
- jednostki zlokalizowane w Gdańsku:
  - Zakład Immunobiologii i Mikrobiologii Środowiska
  - Zakład Endokrynologii Klinicznej i Doświadczalnej

Działalność lecznicza komórek IMMiT realizowana jest na bazie Uniwersyteckiego Centrum Medycyny Morskiej i Tropikalnej.
W kompleksie budynków IMMiT zlokalizowana jest również Klinika Chorób Zakaźnych GUMed, która w ramach likwidacji Pomorskiego Centrum Chorób Zakaźnych i Gruźlicy w Gdańsku pozbawiona została bazy szpitalnej i otrzymała w UCMMiT niewielki oddział, przy czym pozostaje ona częścią Wydziału Lekarskiego, toteż organizacyjnie nie należy ona ani do Wydziału Nauk o Zdrowiu z Instytutem Medycyny Morskiej i Tropikalnej, ani tym bardziej do wchodzącego w jego skład Instytutu.
Obsługę techniczną obiektu zapewnia Rejon Gospodarczy nr 7 Działu Gospodarczego GUMed.

## Historia Instytutu
Instytut Medycyny Morskiej i Tropikalnej GUMed w Gdyni jest jedną z najstarszych naukowo-badawczych placówek w Polsce. Został powołany w 1937 r. jako filia Państwowego Zakładu Higieny w Warszawie, a od 1939 r.  nosił urzędową nazwę Instytut Higieny Morskiej i Tropikalnej, filia Państwowego Zakładu Higieny. 
Po II wojnie światowej Instytut został przeniesiony do Gdańska, powracając do Gdyni dopiero w latach 70. XX wieku. Początkowo został reaktywowany w 1946 pod nazwą Instytut Medycyny Morskiej i Tropikalnej, jako jednostka Akademii Lekarskiej w Gdańsku. W 1956 r. Instytut stał się samodzielną placówką naukowo-badawczą Ministerstwa Zdrowia i Opieki Społecznej, jako Instytut Medycyny Morskiej w Gdańsku. w 1974 r. Prezes Rady Ministrów nadał jednostce powtórnie nazwę Instytut Medycyny Morskiej i Tropikalnej oraz ustanowił siedzibę w Gdyni. W 1985 r. Instytut uzyskał stałą siedzibę w Gdyni-Redłowie, skupiającą wszystkie zakłady, laboratoria i kliniki w jednym miejscu oraz dysponującą stosownym zapleczem usługowym i szpitalnym wraz ze specjalistycznymi przychodniami.. Instytut współpracował z WHO (na zasadzie formalnej umowy), m.in. organizując międzynarodowe kursy, dotyczące zagrożeń zdrowia w czasie pracy na morzu. W zakres kursu zorganizowanego w Gdyni w roku 2002 weszły – wśród wielu innych – zagadnienia:
- sprzęt medyczny i wyposażenie apteczek na statkach,
- zaopatrzenie statków w wodę pitną; uzdatnianie wody,
- dezynfekcja, dezynsekcja i deratyzacja na statkach,
- wpływ hałasu, wibracji, wysokich i niskich temperatur (hipotermia, hipertermia), toksycznych ładunków na stan zdrowia załóg,
- zatrucia iperytem na Bałtyku,
- wypadki i urazy,
- zagrożenia zdrowia nurków (wypadki, medycyna podwodna, choroba dekompresyjna, zastosowanie hyperbarii tlenowej),
- choroby układu nerwowego, alkoholizm i narkomania wśród marynarzy i rybaków,
- choroby tropikalne,
- zakażenia wirusem HIV wśród marynarzy,
- bezpieczeństwo i higiena pracy w stoczniach,
- ośrodki radiowej pomocy lekarskiej,
- międzynarodowe konwencje i umowy w sprawie ochronę zdrowia marynarzy.

Po raz kolejny Instytut został włączony do Akademii Medycznej w Gdańsku 1 października 2003 r. Wymagało to podziału dotychczasowego jednolitego instytutu badawczego pod względem organizacyjnym na dwie części: piony naukowo-badawcze i dydaktyczne zostały włączone bezpośrednio do struktur uczelni jako Międzywydziałowy Instytut Medycyny Morskiej i Tropikalnej (MIMMiT), natomiast pion usługowy stał się odrębnym samodzielnym publicznym zakładem opieki zdrowotnej utworzonym przez uczelnię, pierwotnie pod nazwą Akademickie Centrum Medycyny Morskiej i Tropikalnej. W kolejnych latach Instytut włączono w struktury Wydziału Nauk o Zdrowiu Gdańskiego Uniwersytetu Medycznego, przywracając mu przy tej okazji nazwę Instytut Medycyny Morskiej i Tropikalnej oraz zmieniając nazwę wydziału na Wydział Nauk o Zdrowiu z Instytutem Medycyny Morskiej i Tropikalnej. Z kolei szpital w związku ze zmianą nazwy uczelni został przemianowany na Uniwersyteckie Centrum Medycyny Morskiej i Tropikalnej. 
10 kwietnia 2020 r. w Instytucie powstał pierwsze w Polsce centrum testowe COVID-19 „drive thru”. Organizatorem i koordynatorem centrum testowego był dr hab. Maciej Grzybek. Punkt zabezpieczył region województwa pomorskiego w zaplecze diagnostyczne od początku pierwszej fali pandemii COVID-19, oraz był przykładem dla kolejnych jednostek w kraju.

## Dyrektorzy

### IHMiT – filiaPZH
- dr Józef Jakóbkiewicz – 1937–1938
- prof. dr med. Jerzy Morzycki – 1939–1946

### IMMiT ALG/AMG
- prof. dr med. Jerzy Morzycki – 1946–1954
- prof. Zenon Buczowski – 1955–1956

### IMM/IMMiT –instytut badawczy
- prof. Zenon Buczowski – 1956–1972
- prof. Roman Dolmierski – 1972–1990
- dr n. med. Wiesław Renke – 1990–2001
- prof. dr hab. n. med. Jacek Górski – 2001–2002
- Dr n. med. Zdzisław Sićko – 2002–2003

### MIMMiT/IMMiT AMG/GUMed
Dyrektorzy pionu naukowo-dydaktycznego Instytutu włączonego do AMG/GUMed (po wydzieleniu ACMMiT/UCMMiT)
- prof. dr hab. n. med. Przemysław Myjak – 2003–2008
- dr hab. n. med. Bogdan Jaremin – 2008–2012
- dr hab. n. med. Wacław Nahorski – 2012–2019
- prof. dr hab. n. med. Katarzyna Sikorska – od 2019